# Milla Saari
Milla Marika Saari (* 10. Juli 1975 in Nakkila als Milla Jauho) ist eine ehemalige finnische Skilangläuferin.

## Werdegang
Saari debütierte im Januar 1994 in Oslo im Weltcup und belegte dabei den 49. Platz über 15 km Freistil. Bei den Junioren-Weltmeisterschaften 1994 in Breitenwang gewann sie die Silbermedaille über 5 km klassisch und bei den Junioren-Weltmeisterschaften 1995 in Gällivare die Bronzemedaille mit der Staffel. In der Saison 1995/96 holte sie in Vuokatti mit dem 24. Platz über 5 km klassisch ihre ersten Weltcuppunkte. In der Saison 1997/98 kam sie dreimal in die Punkteränge und errang damit den 49. Platz im Gesamtweltcup. Beim Saisonhöhepunkt, den Olympischen Winterspielen 1998 in Nagano, belegte sie den 50. Platz über 30 km Freistil, den 31. Rang über 15 km klassisch und zusammen mit Tuulikki Pyykkönen, Satu Salonen und Anita Hakala den siebten Platz mit der Staffel. In der folgenden Saison lief sie neunmal in die Punkteränge und erreichte mit dem 26. Platz im Gesamtweltcup ihr bestes Gesamtergebnis. Ihre besten Platzierungen bei den Weltmeisterschaften 1999 in Ramsau am Dachstein waren der 20. Platz über 5 km klassisch und der 11. Rang mit der Staffel. In der Saison 1999/2000 errang sie mit sechs Ergebnissen in den Punkterängen den 44. Platz im Gesamtweltcup. Nach Platz 11 in Beitostølen beim ersten Rennen der Saison 2000/01, holte sie dort mit der Staffel ihren einzigen Weltcupsieg. Es folgte Platz drei mit der Staffel in Santa Caterina Valfurva und erreichte mit Platz neun in Otepää über 5 km klassisch ihre beste Einzelplatzierung im Weltcup. Sie kam damit auf den 27. Platz im Gesamtweltcup. Bei den folgenden Weltmeisterschaften 2001 in Lahti wurde sie jeweils Neunte in der Doppelverfolgung und über 10 km klassisch und Sechste über 15 km klassisch. Nachdem Staffelrennen, wo sie zunächst Silber gewann, wurde sie positiv auf HES getestet und für zwei Jahre gesperrt. Nach ihrer Sperre startete sie im November 2003 in Kuusamo erstmals wieder im Weltcup und belegte dabei den 43. Platz über 10 km klassisch. In der Saison 2005/06 kam sie im Scandinavian-Cup zweimal auf den siebten Platz und holte in Haanja über 5 km Freistil ihren ersten Sieg in dieser Rennserie. In ihrer letzten Saison 2006/07 siegte sie in Vuokatti über 10 km klassisch und errang zum Saisonende den vierten Platz in der Gesamtwertung des Scandinavian-Cups. Zudem kam sie in Otepää mit Platz 13 über 10 km klassisch und Rang 30 im Sprint in Lahti nochmals in die Punkteränge im Weltcup. Bei den Weltmeisterschaften 2007 in Sapporo lief sie auf den 33. Platz über 10 km Freistil.

## Erfolge

### Teilnahmen an Weltmeisterschaften und Olympischen Winterspielen

#### Olympische Spiele
- 1998 Nagano: 7. Platz Staffel, 31. Platz 15 km klassisch, 50. Platz 30 km Freistil

#### Nordische Skiweltmeisterschaften
- 1999 Ramsau am Dachstein: 11. Platz Staffel, 20. Platz 5 km klassisch, 21. Platz 10 km Verfolgung, 26. Platz 30 km klassisch
- 2001 Lahti: 6. Platz 15 km klassisch, 9. Platz 10 km Doppelverfolgung, 9. Platz 10 km klassisch
- 2007 Sapporo: 33. Platz 10 km Freistil

### Weltcupsiege im Team
| Nr. | Datum             | Ort         | Disziplin          |
| --- | ----------------- | ----------- | ------------------ |
| 1.  | 26. November 2000 | Beitostølen | 4 × 5 km Staffel 1 |

### Siege bei Continental-Cup-Rennen
| Nr. | Datum             | Ort      | Disziplin       | Serie            |
| --- | ----------------- | -------- | --------------- | ---------------- |
| 1.  | 11. Februar 2006  | Haanja   | 5 km Freistil   | Scandinavian-Cup |
| 2.  | 15. Dezember 2006 | Vuokatti | 10 km klassisch | Scandinavian-Cup |

### Weltcup-Gesamtplatzierungen
| Saison    | Gesamt | Gesamt | Sprint | Sprint      | Langdistanz | Langdistanz |
| Saison    | Punkte | Platz  | Punkte | Platz       | Punkte      | Platz       |
| --------- | ------ | ------ | ------ | ----------- | ----------- | ----------- |
| 1995/96   | 7      | 59.    | –      | –           | –           | -           |
| 1996/97   | 6      | 70.    | –      | –           | 6           | 44.         |
| 1997/98   | 24     | 49.    | 24     | 39.         | –           | –           |
| 1998/99   | 86     | 26.    | 46     | 37.         | 24          | 32.         |
| 1999/2000 | 46     | 44.    | 30 16  | 33. 2 31. 3 | –           | –           |
| 2000/01   | 131    | 27.    | –      | –           | –           | –           |
| 2006/07   | 21     | 76.    | 1      | 85.         | 20          | 53.         |